# Canindé de São Francisco
Canindé de São Francisco is een gemeente in de Braziliaanse deelstaat Sergipe. De gemeente telt 23.005 inwoners (schatting 2009).